# De l'amour (chanson)
Singles de Johnny Hallyday
Te manquer
(2015) Des raisons d'espérer
(2016)
Clip vidéo
[vidéo] « De l'amour », sur YouTube
De l'amour est une chanson de Johnny Hallyday issue de son album de 2015 De l'amour.
Le 15 octobre 2015, environ un mois avant la sortie de l'album, la chanson est parue en single digital. En décembre le single a atteint la 31e position des ventes en France.

## Développement et composition
La chanson a été écrite par Christophe Miossec et composée par Yodelice. L'enregistrement a été produit par Yodelice.

## Liste des pistes
Single digital (2015, Warner 2564689595)
1. De l'amour (4:01)[1],[2]

## Classements
| Classement (2015)                       | Meilleure position |
| --------------------------------------- | ------------------ |
| Belgique (Wallonie Ultratop 50 Singles) | 31                 |
| France (SNEP)                           | 31                 |
| Classement (2017)                       | Meilleure position |
| France (SNEP)                           | 32                 |